# Torhoutse paardenmarkt
De Torhoutse paardenmarkt was een jaarlijkse gelegenheid waarbij kooplui afzakten naar de West-Vlaamse stad Torhout om er paarden te kopen en te verkopen. Vanaf 1977 kreeg het meer een evenementskarakter.

## Oorsprong
In 1085 zou graaf Robrecht de Fries de aanzet hebben gegeven voor wat in de 18de en voornamelijk de 19de eeuw een van de belangrijkste paardenmarkten van Vlaanderen zou worden. Voor de late 18de eeuw stelde de traditionele paardenhandel niet meer voor dan een markt die op Torhout en zijn buurgemeenten was afgestemd.
De oudste sporen van verhandeling van paarden gaan terug naar het midden van de 17de eeuw. De jaren 1793 – 1802 waren een belangrijke impuls voor de paardenhandel in de streek. Voordien hadden de markten eerder een lokaal karakter. De Franse prefectuur te Brugge trof een aantal maatregelen om de handel te doen toenemen. Er werden paardenprijskampen met forse financiële injecties ingevoerd. De departementale overheid deed uitgebreide aankopen met het oog op de militaire verrichtingen. Deze twee elementen leidden een grote bloeiperiode in.
De traditionele Sint-Pietersjaarmarkt op 29 juni duurde twee volle dagen. In 1811 werd ze door de prefectuur in Brugge reeds omschreven als één der belangrijkste markten van het departement met uitstraling tot in de regio's Pas de Calais, Somme e.a.

## Verschillende paardenrassen
In de loop van de jaren en eeuwen verschenen ook vreemde paardenrassen op de markt: het Ardense trekpaard, de Engelse volbloed, de Franse draver, de Holsteiner, de Hunter (jachtpaard), de Oldenburger, het sportieve halfbloedpaard, de blonde Halflinger, de pony’s… Naast paarden werd ook heel wat ander materiaal verhandeld: linnen, draperie, alle metaalwaren en veel landbouwwerktuigen.

## Peerde- of Essemarct en Sint-Elooispaardenmarkt
De markten gingen van oudsher door op de ‘Peerde- of Essemarct’ aan de Bruggestraat, net buiten de stadsveste. Dit grote veld, waarvan het marktgedeelte minstens 800 op 400 meter groot was, bood plaats aan zo’n 300 paarden en was volledig omzoomd door bomen. Ieder jaar werd de verpachting van de kramen en paardenstanden door het stadsbestuur uitbesteed.
In 1823 kwam er de Sint-Elooispaardenmarkt bij. Deze markt kreeg de bijnaam ‘kajuttefeeste’ waar vooral minderwaardige dieren (‘kajutten’) werden aangeboden. Deze werden meestal opgekocht door zogenaamde ‘vuilvellen’ of paardenslachters uit de directe omgeving.

## Hoogtepunt van de Torhoutse paardenmarkten
De uitstraling van de Torhoutse feesten nam voortdurend toe, door advertenties en affichering in andere regio’s, tot zelfs in het buitenland toe. De grote toename kwam er met de aanleg van de spoorweg Brugge-Torhout-Kortrijk. Lange tijd werden speciale treinen ingelegd voor het vervoer van de dieren. Door de transportevolutie kwamen nu ook Franse, Engelse en Duitse kooplui de markten afschuimen.
Het aanzien van de paardenmarkten bleef dan ook gestaag stijgen. Tussen 1855 en 1885 werden er gemakkelijk een 4000 à 5000 dieren aangeboden. Na 1885 daalde dit wegens de veranderde economische situatie. Ook heel wat concurrentie stak de kop op. Zelfs in de nabije omtrek als Tielt, Roeselare, Lichtervelde en Koekelare werden paardenmarkten ingericht. Ook de handelspraktijken veranderden. Handelaars gingen op zoek naar goede dieren door de boerderijen af te reizen. Dit had tot gevolg dat de kwaliteit van de markten deed dalen.
Vanaf 1860 – 1865 werden de Sint-Pietersfeesten uitgebreid tot drie en later tot vier dagen.
Een derde markt werd na 1880 op Lichtmis georganiseerd. Een vierde markt kwam na 1895 op 27 augustus, na de Torhoutse kermis. In 1905 waren er paardenstallingen in de stad voor minstens 2500 dieren en waren er 45 paardenhandelaars en 6 gareelmakers. Deze cijfers illustreren de economische impact van deze handel rond de eeuwwisseling.

## 1908 - 1945
De economische recessie vanaf 1908 in Frankrijk, Duitsland en Vlaanderen leidde de teloorgang in. Het uitbreken van de Eerste Wereldoorlog zetten een punt achter de bloeiperiode. Na de Eerste Wereldoorlog werden door het stadsbestuur grote inspanningen geleverd om de markten terug van de grond te krijgen. De toenemende mechanisering en de moeilijke economische toestand maakten het heel erg moeilijk. De 7 markten van Torhout bleven bestaan maar zouden nooit meer een grote economische impact hebben. De Tweede Wereldoorlog betekende een nieuw breekpunt. Alle pogingen om na de oorlog de markten terug op te starten mislukten.

## Heroprichting van de paardenmarkt
Pas in 1977 werd een nieuwe paardenmarkt georganiseerd. Deze was gebaseerd op de oude tradities en heel wat folkloristische gebruiken. Dit is meer een evenement geworden. Ieder jaar wordt een paardenkoningin gekozen. Het sluitstuk van de markt is een groots spektakel.
Het historische marktplein verdween in 1960. Op de gronden tussen de Aartrijkestraat en de Bruggestraat werden door het Torhoutse stadsbestuur het Stedelijk Sportstadion (1969), het zwembad (1965), de grote parking voor het zwembad (1968), het stadspark (1962), de brandweerkazerne en de sporthalinfrastructuur (na 1970) opgetrokken. Ook het ouderlingentehuis / OCMW-rusthuis St.-Augustinus (1962, met uitbreidingen in 1987) en aanpalend de serviceflats voor bejaarden (1996) zijn te situeren in dit stukje Torhout.